# Principado de Dalmacia
La Croacia Dálmata (en croata: Dalmatinska Hrvatska), también Croacia Litoral (Primorska Hrvatska), es el nombre de una región de lo que fue un principado croata medieval que fue fundado en la anterior provincia romana de Dalmacia. Con el tiempo, el principado tuvo varias capitales, a saber Klis, Solin, Biograd, Knin, Biaći y Nin. Comprendió el litoral, o parte costera de la presente Croacia e incluyó una gran parte del montañoso interior. El Principado tuvo a la Casa de Trpimirović como dinastía gobernante, con interrupciones de la Casa de Domagojević (864-878 y 879-892).

## Geografía
En la provincia romana de Dalmacia, a lo largo de la costa del Adriático, se asentaron varios grupos tribales a los que los bizantinos llamaron «esclavenos» (sclaviniae). El más cercano al ducado croata, la tierra de los narantinos, que se extendía desde el río Cetina hasta el Neretva, poseía las islas de Brač, Hvar, Korčula, Mljet, Vis y Lastovo. En la parte más meridional de Dalmacia estaba Zahumlia, Travunia y Dioclea (en la actualidad, Montenegro). La parte central del estado litoral incluía parcialmente Bosnia. Al norte del estado estaba el Principado de Croacia-Panonia.

## Historia
En ese punto, eran independientes, y pidieron ser bautizados por el obispo de Roma, y fue enviado a ellos para ser bautizado en el tiempo del duque Porga. Su territorio estaba dividido en once županija, que eran: Hlebiana, Tzenzena, Emota, Pleba, Pesenta, Parathalassia, Brebere, Nona, Tnena, Sidraga, Nina, y su ban (boanos) tiene Kribasan, Litzan, Goutzeska
Constantino Porphyrogenitus en De Administrando Imperio

### Principios

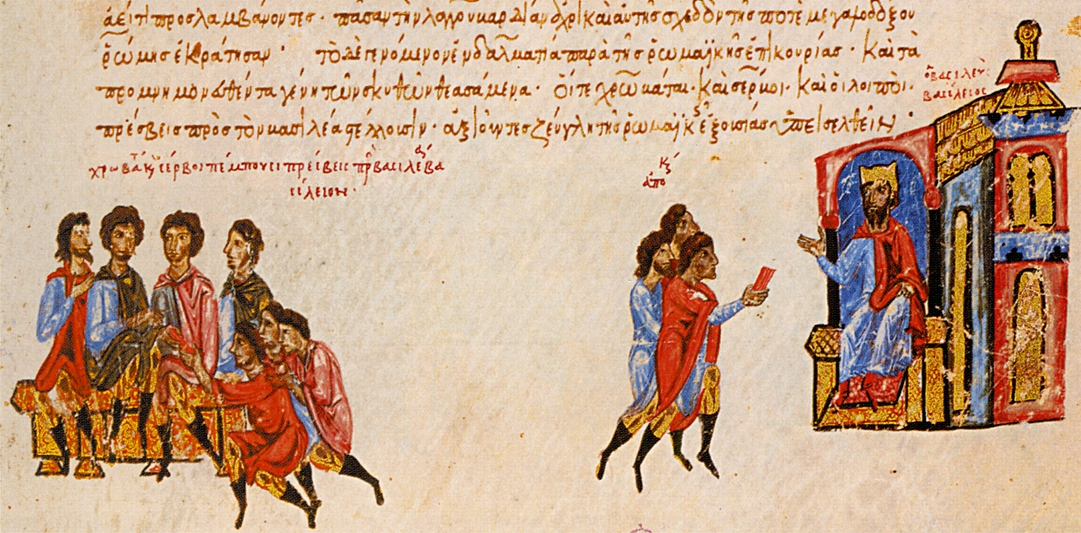
Delegación de croatas y serbios a Basilio I en el Madrid Skylitzes.

En el siglo IX, Croacia emergió como entidad política con el duque (también knez, traducido como duque o príncipe) como jefe del estado, territorialmente en la cuenca de los ríos Cetina, Krka y Zrmanja. Estaba administrado en župa (Županije).
El primer príncipe registrado, mencionado en su obra por el emperador Constantino Porfirogéneta, fue Porga, que se cree que fue invitado a ir a Dalmacia por el emperador bizantino Heraclio.
Las tribus nobles croatas que tenían derecho a elegir duque croata eran de Dalmacia: Karinjani y Lapčani, Polečići, Tugomirići, Kukari, Snačići, Gusići, Šubići (de la que después se desarrolló la familia noble muy poderosa Zrinski), Mogorovići, Lačničići, Jamometići y Kačići.

### Trpimir I
Al duque Mislav le sucedió alrededor de 845 Trpimir I, que continuó siendo vasallo del rey franco Lotario (840-855), aunque consiguió fortalecer su gobierno personal en Croacia. Las campañas árabes debilitaron intensamente al Imperio bizantino y a Venecia, situación que aprovechó el príncipe croata en 846 y 848 para extender sus dominios. Entre 854 y 860, defendió el territorio de la invasión de los búlgaros, a los que derrotó finalmente en el este de Bosnia.
En una carta latina preservada en un reescrito de 1568, que data, según nuevas investigaciones, de cerca de 840, Trpimir se refiere a sí mismo como dux Croatorum iuvatus munere divino (jefe de los croatas con la ayuda de Dios); el nombre que da a su territorio, regnum Croatorum, «Reino de los Croatas», puede ser interpretado simplemente como la tierra de los croatas, ya que la teoría de que por entonces existiese un reino carece de amplia aceptación. Esta carta también documenta su posesión del castillo de Klis, que era su capital. Se le recuerda principalmente como el fundador de la Casa de Trpimirović, que fue la primera y única dinastía nativa a lo largo de toda la historia de los croatas.